# Чжан Линь (пловец)
Чжан Линь (кит. упр. 张琳, пиньинь Zhāng Lín; род. 6 января 1987, Пекин) — китайский пловец, специализирующийся на дистанциях в 200 м, 400 м, 800 м и 1500 м вольным стилем.
Начал плавать в шесть лет и на сегодняшний день является самым быстрым пловцом вольным стилем в Китае. Он вошёл в национальную сборную в 2002 году. В 2003 году на чемпионате мира по водным видам, он был единственным китайским пловцом, который достиг финала, в конечном итоге финишировав на восьмом месте. В 2005 году на национальных играх он побил рекорд Китая на дистанции в 400 м вольным стилем, а также стал чемпионом на дистанциях в 200 м и 1500 м вольным стилем.
Завоевал серебряную медаль на дистанции в 400 метров вольным стилем на летних Олимпийских играх 2008 в Пекине со временем 3:42.44, лишь на 0,58 секунды отстав от золотого медалиста, южнокорейца Пак Тхэ Хвана. Этот результат сделал его третьим по времени, на дистанции в 400 метров вольным стилем, в истории (а также этот результат стал национальным рекордом Китая). Серебро Чжана является лучшим достижением на Олимпиадах среди китайских пловцов-мужчин.
На чемпионате мира по водным видам в Риме в 2009 году выиграл бронзовую медаль в мужских соревнования на дистанции в 400 метров вольным стилем и золотую медаль на дистанции в 800 метров вольным стилем (7:32.12). Финиш с золотой медалью стал и мировым рекордом, что произошло впервые в истории китайского мужского плавания за последние 73 года.
Тренеры Чжана — Чжан Ядун и Чэнь Инхун. Он также тренировался в конце 2007 года в Австралии у Дэниса Коттерелла, который является бывшим тренером чемпиона Гранта Хэкетта.

## Достижения
- Чемпионат мира 2005 — 6-й 1500 вольный стиль;
- Национальные игры 2005 — 1-й 200 м/400 м/1500 м вольный стиль;
- Чемпионат мира 2007 — 6-й 200 м вольный стиль;
- Летние Олимпийские игры 2008 — 2-й (серебряный призёр) 400 м вольный стиль;
- Чемпионат мира 2009 — 3-й (бронзовый призёр) 400 м вольный стиль; 3:41,35
- Чемпионат мира 2009 — 1-й (золотой призёр) 800 м вольный стиль; мировой рекорд 7:32,12

## Примечание
1. ↑  World Aquatics database
2. ↑  Пловец Чжан Линь принес мужской сборной Китая первую в истории участия страны в Олимпийских играх медаль-Партнеры
3. ↑  Китаец Чжан Линь побил мировой рекорд и завоевал «золото» на чемпионате мира по плаванию — Международное радио Китая. Дата обращения: 21 октября 2009. Архивировано 4 марта 2016 года.
4. ↑  ^ http://www.thehimalayantimes.com/fullNews.php?headline=Zhang+Lin+elevated+to+iconic+status+in+China&id=MjI4NDc=
5. ↑  ^ http://www.china.org.cn/sports/2009-07/31/content_18241109.htm Архивная копия от 3 сентября 2010 на Wayback Machine